# Rita Lee
Rita Lee, egentligen Rita Lee Jones de Carvalho, född 31 december 1947 i São Paulo, död 8 maj 2023 i São Paulo, var en brasiliansk sångare, musiker och låtskrivare. Under tiden 1966 till 1972 var hon en del av tropicalismobandet Os Mutantes. I Brasilien var hon känd som "rockens drottning".

## Biografi

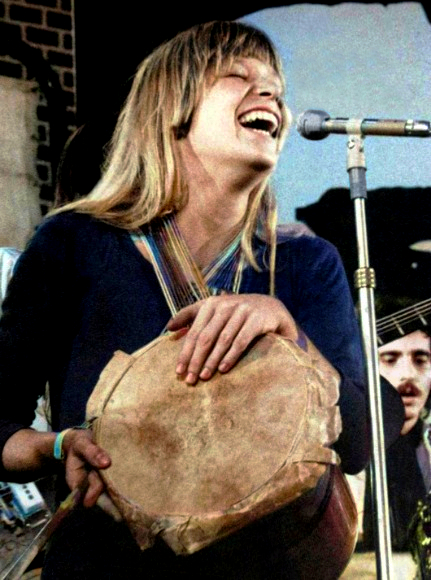
Rita Lee 1972.

### Barndom och tonåren
Rita Lee föddes 1947 i São Paulo som dotter till en amerikansk far och en mor med italienskt påbrå. I intervjuer beskrev hon sin barndom i São Paulo som "trevlig och behaglig".
Som ung spelade hon piano, och i tonåren spelade hon även trummor. Senare lärde hon sig att spela bas och startade en musikgrupp med några tjejer hon kände.

### Os Mutantes
I mitten av 1960-talet träffade hon bröderna Sérgio Dias och Arnaldo Baptista, som hon bildade Os Mutantes med. Gruppen var en av de viktigaste i Brasilien. Hon släppte fem album tillsammans med Os Mutantes innan hon lämnade gruppen.

### Solokarriär
Hennes två första soloalbum släpptes 1970 och 1972, då hon fortfarande var medlem i Os Mutantes. Därefter släppte hon över 15 soloalbum. Hon avstod från återföreningen av Os Mutantes år 2006.

### Död
Rita Lee diagnostiserades med lungcancer 2021. Hon avled 8 maj 2023 vid 75 års ålder.

## Diskografi

### MedOs Mutantes
- 1968 – Os Mutantes
- 1969 – Mutantes
- 1970 – A Divina Comédia ou Ando Meio Desligado
- 1971 – Jardim Elétrico
- 1972 – Mutantes e Seus Cometas no País do Baurets

### Soloalbum
- 1970 – Build Up
- 1972 – Hoje É o Primeiro Dia do Resto da Sua Vida
- 1974 – Atrás do Porto Tem uma Cidade
- 1975 – Fruto Proibido
- 1976 – Entradas e Bandeiras
- 1978 – Babilônia
- 1979 – Rita Lee
- 1980 – Rita Lee
- 1981 – Suade
- 1982 – Rita Lee e Roberto de Carvalho
- 1983 – Bombom
- 1985 – Rita E Roberto
- 1987 – Flerte Fatal
- 1988 – Zona Zen
- 1990 – Rita Lee e Roberto de Carvalho
- 1991 – Bossa 'N Roll
- 1993 – Rita Lee
- 1995 – A Marca Da Zorra (live)
- 1997 – Santa Rita De Sampa
- 1998 – Acústico MTV (live)
- 2000 – Releeda: Remixes
- 2000 – 3001
- 2001 – Aqui, Ali, em Qualquer Lugar (även kallad Bossa 'N' Beatles)
- 2003 – Balacobaco
- 2004 – Pedro E O Lobo